# ضفدع فلوريدا الغوفري
ضفدع فلوريدا الغوفري (الاسم العلمي: Rana capito) (بالإنجليزية: Florida gopher frog)‏ هو نوع من الحيوانات يتبع جنس الضفدع الحقيقي من فصيلة الضفادع الحقيقية.